# フランク・ステーキ

アメリカ合衆国の牛肉部位におけるフランクの位置

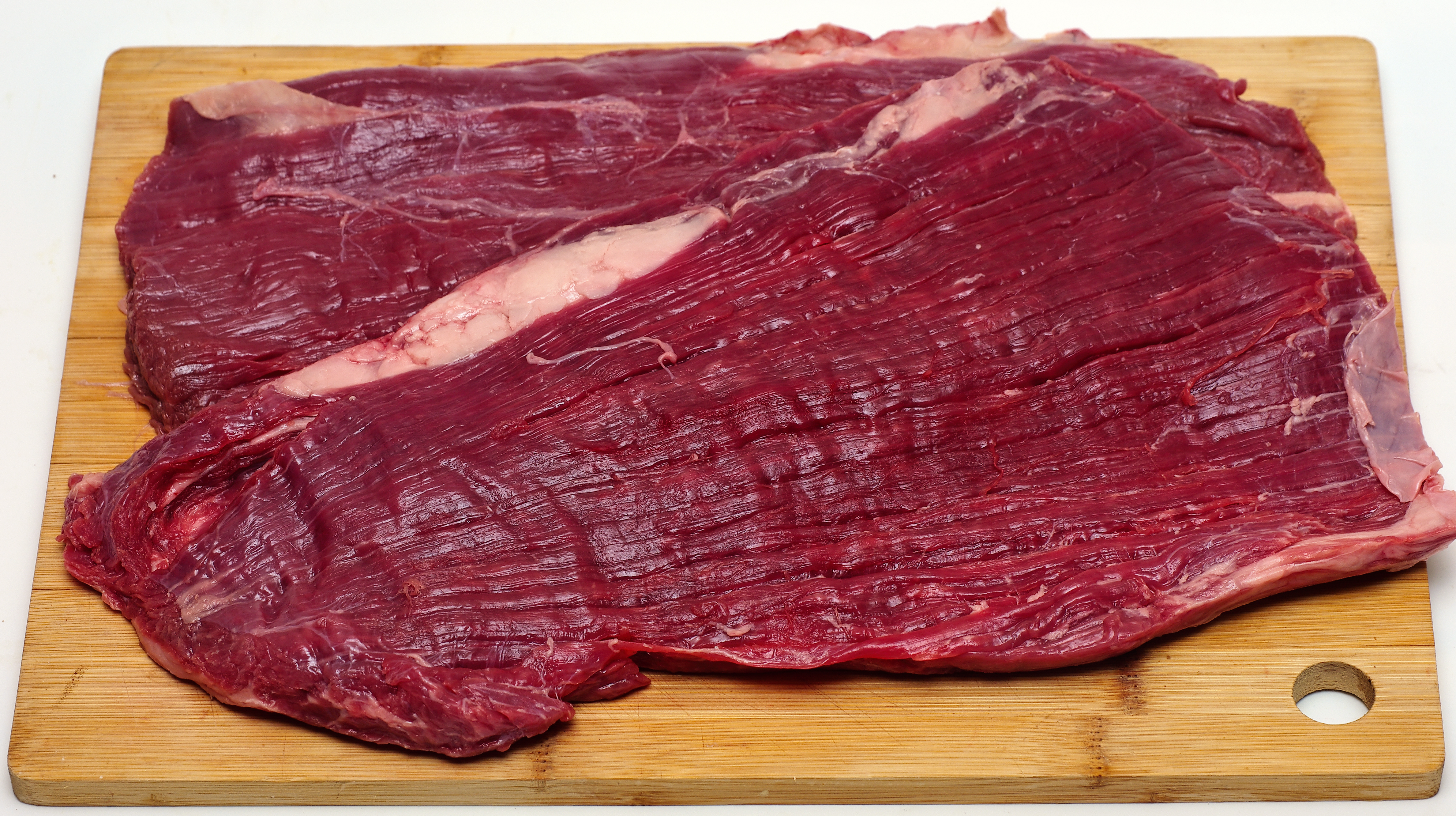
フランク・ステーキ（生）

フランク・ステーキ（英語: Flank steak）、フランク、ささみは、牛肉の部位の1つ。
日本の食肉小売品質基準による分類では牛ばら肉の中の「ともばら」に含まれ、ともばらの下側になる「そとばら」に含めることもある。
サシが「笹の葉」のように入っている見た目から、日本では「笹肉」、「ササバラ」、「ササミ」、「笹の葉」と呼ばれることもある。牛1頭からとれる量がすくない希少部位であり、市販で出回ることは少ない。
赤身と脂身が適度に交雑しており、牛ばら肉らしい濃厚な甘みとコクが濃厚で、味のバランスが良い。肉質もやわらかい。他の牛ばら肉と比較するとあっさりしているものの、脂質は多めであるため、カロリーは髙い。
「フランク（flank）」は英語で「脇腹」の意味であり、牛の脇腹に位置することからの命名である。